# Sylvia Haniková
Sylvia Haniková, nepřechýleně Sylvia Hanika (* 30. listopadu 1959, Mnichov) je bývalá levoruká německá profesionální tenistka. Mezi největší úspěchy kariéry se řadí finále na French Open 1981 ve dvouhře a vítězství na Turnaji mistryň začátkem následujícího roku v New Yorku.
Nejvýše klasifikovaná na žebříčku WTA pro dvouhru byla na 5. místě (12. září 1983). V roce 1981 se stala první Němkou v elitní světové desítce a 26. hráčkou od zavedení klasifikace, když ji při debutu patřila 10. příčka.

## Tenisová kariéra
Na profesionální okruh WTA vstoupila roku 1977. První titul získala na domácím halovém mistrovství Německa v roce 1978. Roku 1979 získala cenu WTA pro hráčku, která dosáhla nejlepšího zlepšení.
V roce 1981 se probojovala do finále French Open, kde podlehla československé hráčce Haně Mandlíkové. Největším úspěchem kariéry bylo vítězství v turnaji konaném na začátku roku 1982 pro nejlepší hráčky uplynulé sezóny. Na tomto Turnaji mistryň v newyorské Madison Square Garden ve finále porazila druhou hráčku světa Martinu Navrátilovou. V této hale také zaznamenala svou poslední velkou výhru ve dvouhře, když roku 1987 v prvním kole Virginia Slims Championships porazila třetí nasazenou Chris Evertovou.
Poslední turnaj vyhrála v Athénách roku 1986. Profesionální kariéru ukončila v roce 1990 se ziskem 6 turnajových titulů ze dvouhry (4 WTA, French Open a Turnaj mistryň) a jednoho ze čtyřhry.
Byla atletickým typem hráčky s agresivním herním stylem. Před podáním byla známá dlouhým klepáním míčku o tenisový dvorec. V roce 1989 se provdala za Harolda Holdera. V mládí závodně lyžovala a později také soutěžila v rallye.

## Finálová utkání na velkých turnajích

### Grand Slam

#### Finalistka - dvouhra (1)
| Stav       | Rok  | Turnaj      | Povrch | Vítězka         | Výsledek |
| Finalistka | 1981 | French Open | antuka | Hana Mandlíková | 6–2, 6–4 |

### Turnaj mistryň

#### Vítězka - dvouhra (1)
| Stav    | Rok  | Turnaj   | Povrch      | Finalistka          | Výsledek      |
| Vítězka | 1982 | New York | koberec (h) | Martina Navrátilová | 1–6, 6–3, 6–4 |

## Finálová utkání na turnajích WTA

### Dvouhra (20)
| Č.  | Datum      | Turnaj          | Finalistka                 | Stav       | Výsledek    |
| --- | ---------- | --------------- | -------------------------- | ---------- | ----------- |
| 1.  | 20-11-1978 | Christchurch    | Regina Maršíková           | finalistka | 2-6 1-6     |
| 2.  | 07-05-1979 | Řím             | Tracy Austinová            | finalistka | 4-6 6-1 3-6 |
| 3.  | 18-07-1979 | Kitzbühel       | Hana Mandlíková            | finalistka | 6-2 5-7 3-6 |
| 4.  | 19-01-1981 | Cincinnati      | Martina Navrátilová        | finalistka | 2-6 4-6     |
| 5.  | 23-02-1981 | Seattle         | Barbara Potterová          | vítězka    | 6-2 6-1     |
| 6.  | 25-05-1981 | French Open     | Hana Mandlíková            | finalistka | 2-6 4-6     |
| 7.  | 13-07-1981 | Kitzbühel       | Claudia Kohdeová-Kilschová | finalistka | 5-7 6-7     |
| 8.  | 01-03-1982 | Los Angeles     | Mima Jaušovecová           | finalistka | 2-6 6-7 (4) |
| 9.  | 22-03-1982 | Turnaj mistryň  | Martina Navrátilová        | vítězka    | 1-6 6-3 6-4 |
| 10. | 03-01-1983 | Washington      | Martina Navrátilová        | finalistka | 1-6 1-6     |
| 11. | 10-01-1983 | Houston         | Martina Navrátilová        | finalistka | 3-6 6-7 (5) |
| 12. | 21-02-1983 | Oakland         | Bettina Bungeová           | finalistka | 3-6 3-6     |
| 13. | 14-03-1983 | Boston          | Wendy Turnbullová          | finalistka | 4-6 6-3 4-6 |
| 14. | 26-09-1983 | Hartford        | Kim Shaeferová             | finalistka | 4-6 3-6     |
| 15. | 22-10-1984 | Brighton        | Joanne Russellová          | vítězka    | 6-3 1-6 6-2 |
| 16. | 15-09-1986 | Athény          | Angelikí Kanellopoúlou     | vítězka    | 7-5 6-0     |
| 17. | 09-02-1987 | San Francisco   | Zina Garrisonová           | finalistka | 5-7 6-4 3-6 |
| 18. | 24-08-1987 | Mahwah          | Manuela Malejevová         | finalistka | 6-1 4-6 1-6 |
| 19. | 29-02-1988 | Wichita         | Manuela Malejevová         | finalistka | 6-7 (5) 5-7 |
| 20. | 18-07-1988 | Aix-en-Provence | Judith Wiesnerová          | finalistka | 1-6 2-6     |

### Čtyřhra - vítězství (1)
| Legenda    |
| ---------- |
| Tier V (1) |

| Č. | Datum       | Turnaj                                     | Povrch | Spoluhráčka                | Finalistky                  | Výsledek         |
| 1. | 28.11. 1988 | Southern Cross Classic Adelaide, Austrálie | tvrdý  | Claudia Kohdeová-Kilschová | Lori McNeilová Jana Novotná | 7-5, 6-7(4), 6-4 |